# Harold Stephen Black
Pour les articles homonymes, voir Black.
Harold Stephen Black (14 avril 1898 - 11 décembre 1983 ) est un ingénieur, électricien américain.
Il a révolutionné l'électronique en inventant le premier amplificateur à contre-réaction en 1927. Pour certains[Qui ?], son invention est considérée comme la plus importante percée au vingtième siècle dans le domaine de l'électronique, car elle dispose d'un large domaine d'application. Ceci est parce que tous les appareils électroniques (tubes à vide, des transistors bipolaires et transistors MOS) sont intrinsèquement non linéaires, mais ils peuvent être sensiblement linéaires avec l'application de la rétroaction négative. La rétroaction négative fonctionne en sacrifiant le gain pour linéarité supérieure (ou en d'autres termes, plus petite distorsion ou plus petite intermodulation). En sacrifiant le gain, il y a un effet supplémentaire d'augmentation de la bande passante de l'amplificateur. Cependant, un amplificateur à contre-réaction peut être instable de telle sorte qu'il peut osciller. Une fois le problème de la stabilité est atteint, l'amplificateur de contre-réaction est extrêmement utile dans le domaine de l'électronique. Black a publié un article célèbre, Stabilized feedback amplifier, en 1934.[réf. souhaitée]

## Biographie
Il est né à Leominster (Massachusetts) en 1898. Il a obtenu son premier diplôme au Worcester Polytechnic Institute (WPI). Par la suite, il a reçu un BSS en génie électrique en 1921 et a ensuite rejoint la Western Electric Company, qui était le pole de fabrication d'AT & T. Il a rejoint Bell Labs en 1925, dont il était un membre du personnel technique jusqu'à sa retraite en 1963.
Il a commencé à écrire son autobiographie sous le titre provisoire "Before the ferry docked". Cependant, il est mort en décembre 1983, à 85 ans avant de la finir.

## Récompenses
- 25e membre intronisé dans le National Inventors Hall of Fame en 1981[2].
- Prix Robert H. Goddard de WPI en 1981.
- IEEE Lamme Medal (en) en 1958[3].
- Diplôme honoraire de doctuer en ingénierie (D. Eng.) (en) de WPI en 1955.
- Prix scientifique Research Corporation (en) en 1952.
- Prix commémoratif John H. Potts Memorial Award de l'Audio Engineering Society.
- Prix John Price Wetherill du Franklin Institute.
- Certificat de mérite de l'US War Department.
- WPI accorde la bourse annuelle Harold S. Black depuis 1992.